# Таунсенд, Джон, 6-й маркиз Таунсенд
Джон Джеймс Дадли Стюарт Таунсенд, 6-й маркиз Таунсенд (англ. John James Dudley Stuart Townshend, 6th Marquess Townshend; 17 октября 1866 — 17 ноября 1921) — британский аристократ и пэр. Он был известен как виконт Рейнхэм с 1866 по 1899 год.

## Ранняя жизнь
Родился 17 октября 1866 года. Единственный сын Джона Вильерса Стюарта Таунсенда, 5-го маркиза Таунсенда (1831—1899), и леди Энн Элизабет Клементины Дафф (1847—1925). Его дедушкой по отцовской линии был Джон Таунсенд, 4-й маркиз Таунсенд, а дедушкой по материнской линии был Джеймс Дафф, 5-й граф Файф. Его отец был членом парламента от Тэмворта до его вступления в Палату лордов в 1863 году.

## Карьера и звание пэра
После смерти своего отца в 1899 году он унаследовал титулы 6-го маркиза Таунсенда из Рейнхэма, 9-го виконта Таунсенда из Рейнхэма, 9-го барона Таунсенда из Линн-Реджис и 11-го баронета Таунсенда из Рейнхэма.
Лорд Таунсенд служил заместителем лейтенанта Норфолка.

## Личная жизнь

Гвладис, маркиза Таунсенд, публикация 1908 года.

По уши в долгах, Джон Таунсенд был вынужден продать многие семейные ценности, в том числе почти 200 шедевров, в том числе работы Томаса Гейнсборо, Питера Пола Рубенса и Энтони ван Дейка . Он арендовал фамильное поместье Рейнхэм-Холл, прежде чем отправиться в Америку, чтобы найти богатую жену. Лорд Таунсенд обручился с миссис Эвелин Шеффилд из Джэксонвилла, штат Флорида, но разорвал помолвку, «когда обнаружил, что она не так богата, как предполагала» . После того, как он вернулся в Англию, его представили Томасу Сазерсту, адвокату который согласился выплатить его долги, если женится на его дочери. Лорд Таунсенд согласился и 9 августа 1905 года женился на Гвладис Этель Гвендолен Евгении Сазерст (1884 — 10 октября 1959).
Вскоре после свадьбы его новый тесть попытался объявить лорда Таунсенда сумасшедшим, однако «суд признал его неспособным управлять своими финансовыми делами, но достаточно вменяемым, чтобы оставаться на свободе под присмотром жены». Несмотря на манипуляции отца, по сообщениям, маркиза была искренне предана Таунсенду и усердно работала над восстановлением состояния семьи, чтобы ее дети могли воспитываться в Рейнхэм-холле, хотя некоторые земельные владения семьи в других местах были проданы. Перед его смертью в 1921 году они были родителями:
- Джордж Джон Патрик Доминик Таунсенд, 7-й маркиз Таунсенд (13 мая 1916 — 23 апреля 2010), который был трижды женат и занимал пост председателя Anglia Television с 1958 по 1986 год[3].
- Леди Элизабет Мэри Глэдис Таунсенд (16 октября 1917 — 31 декабря 1950), 1-й муж с 1939 года сэр Эрик Уайт, 2-й баронет (191—1972), с которым развелась в 1947 году. В 1949 году она вышла второй раз замуж за Джона Клиффорда Робертса.

Лорд Таунсенд умер в ноябре 1921 года в возрасте 55 лет, и его титулы унаследовал его пятилетний сын Джордж. Леди Таунсенд в 1946 году вышла вторично замуж за Бернарда ле Стрейнджа и умерла в 1959 году.

## Потомки
Нынешний маркиз Таунсенд, Чарльз Таунсенд, 8-й маркиз Таунсенд (род. в 1945), является его внуком, а музыкальный продюсер и звукорежиссер Кензо Таунсенд (род. 1963) — его правнук.